# Allan Kenneth McLean
Pour les articles homonymes, voir Allan McLean et McLean.
Allan Kenneth McLean, né en 20 mars 1937 à Barrie (Ontario) et mort le 20 novembre 2024 à Orillia, est un homme politique canadien de l'Ontario.
Il est député provincial progressiste-conservateur de la circonscription ontarienne de Simcoe-Est (en) de 1981 à 1999. Il est ministre dans le cabinet du premier ministre Frank Miller et président de l'Assemblée législative de l'Ontario.

## Politique
Élu député en 1981, il sert comme vice-whip progressiste-conservateur de 1983 à 1985. Il entre ensuite au cabinet en tant que ministre sans portefeuille et whip en chef du gouvernement dès février 1985.
Réélu en 1985, il demeure ministre sans portefeuille responsable des Affaires nordiques dans le gouvernement minoritaire, mais pendant seulement un mois après la défaite du gouvernement.
À nouveau élu en 1987, 1990 et en 1995, il est par la suite nommé président de l'Assemblée législative de l'Ontario.
En août 1996, McLean est accusé de harcèlement sexuel par une assistante de la présidence. Après diverses tentatives de cas de coercition sexuelle, l'assistante a été congédiée. Il est par la suite révélé que McLean aurait précédemment été sujet à des situations similaires et aurait, d'après une enquête du The Globe and Mail, déjà eu à payer 2 000 $ à une plaignante. McLean aurait par la suite engagé une compagnie d'enquête privée afin d'investiguer sur le passé de son ancienne employée. Celle-ci entame alors des procédures contre son ancien patron et la cause est réglée hors cour pour une somme de 400 000 $. Le règlement de la cause et les dépenses de McLean sont payés par le gouvernement conservateur.
Après, le dépôt d'une motion néo-démocrate demande le remplacement de McLean. Bien que les progressistes-conservateurs refusent de voter la motion, McLean désire demeurer en poste et menace de poursuivre tout député rendant public les anciens rapports. Après avoir reçu un avis légal lui confirmant qu'il ne pourrait intenter de recours judiciaires, il s'absente pour raisons médicales pendant trois mois. En septembre 1996, il démissionne de son poste de président et ne se représente pas en 1999.
En octobre 1999, McLean siège au Assessment Review Board afin de proposer une réformer des taxes municipales sur les propriétés. En 2015, il publie ses mémoires, Farmer Politician, détaillant sa carrière politique et niant toutes implications dans les plaintes contre harcèlement sexuel formulées contre lui.
Allan Kenneth McLean meurt le 20 novembre 2024 à l'âge de 87 ans, à Orillia en Ontario.